# Phạm Công Tắc
Phạm Công Tắc (1890–1969) foi um importante líder do Cao Dai, nascido no Vietnã. Foi um dos líderes mais importantes no estabelecimento, construção, desenvolvimento e consolidação do sistema da religião Cao Đài. Esta religião foi fundada em 1926.

## Vida religiosa

### O primeiro discípulo
Dos primeiros doze discípulos, ele foi o líder mais importante de Cao Đài, uma nova religião, em processo de construção e aperfeiçoamento do mecanismo religioso. Ele era o líder do ramo Tây Ninh, o ramo dominante de Cao Đài no sul do Vietnã. Sua autoridade, entretanto, não era incontestável.

### Uma mídia de nível superior
Em 1925, ele e seus dois colegas (Cao Quynh Cu e Cao Hoai Sang) tentaram entrar em contato com entidades espirituais por meio de comunicações espirituais. Usando tapinhas na mesa, eles receberam mensagens, primeiro de seus parentes falecidos, depois dos santos e, por fim, de Deus. Todos foram admitidos como os primeiros discípulos de Deus na Terceira Anistia Religiosa.
Em 25-4-1926, dezoito médiuns foram escolhidos por Deus para divulgar Seus ensinamentos e cumprir Suas instruções. Destes, Phạm Công Tắc foi o meio mais importante. Foi ele quem redigiu a Constituição Religiosa Cao Đài e a maior parte das Escrituras atualmente adoradas pelos caodaiístas. Ele foi promovido a Hộ Pháp, um dos cargos mais importantes do clero.

### Um organizador
Em 1927, transferido para o Camboja pelo governo colonial, ele aproveitou a oportunidade para estabelecer as Missões Estrangeiras Cao Đài sob orientação espiritual.
Depois de representar a morte de Giáo Tông Lê Văn Trung , ele se tornou o chefe religioso e estabeleceu vários outros órgãos religiosos. Indiscutivelmente, a maior parte da estrutura religiosa relativamente complexa deveu-lhe o desenvolvimento completo como o conhecemos.

### Um arquiteto
Ele mesmo deu a ordem de iniciar a construção da Santa Sé de Tây Ninh e mais tarde oficializou a inauguração. Sem este templo, Cao Đài poderia não ter se tornado uma religião bem organizada. Além disso, outros edifícios e casas foram construídos sob sua supervisão, incluindo O Templo da Intuição, O Templo da Iluminação, Mercado Long Hoa, O Templo do Reconhecimento, O Templo da Deusa. Outros foram planejados para condições mais favoráveis, como O Templo dos Milhares de Dharma, A Avenida da Entrada Principal, a Universidade Cao Đài, que não foram iniciadas (2007).

### Um padre espalhando os ensinamentos de Deus
Além das responsabilidades de liderança religiosa, ele foi um verdadeiro missionário que, em nome de Deus, pregou as novas doutrinas. Sem mencionar numerosos discursos religiosos, ele deu palestras sobre O Caminho do Santo Nunca e a Prática Esotérica que foram taquigrafadas por estenografistas e publicadas em 1970. Esses documentos foram considerados uma das escrituras mais significativas devido ao seu conteúdo da filosofia Cao Đài, bem como às formas de prática religiosa.

### Uma importante figura religiosa no Vietnã dos anos 1940 aos anos 1950
Em 1941, muitas rebeliões vietnamitas contra os colonos franceses eclodiram em todo o país. Os governantes franceses fizeram o que puderam para esmagar o movimento, prendendo aqueles que desafiaram seu poder. O fato de Cao Đài ter se desenvolvido rápido demais também os assustou demais para ignorar essa nova religião. Eventualmente, Hộ Pháp Phạm Công Tắc e pelo menos quatro outros dignitários Cao Đài foram enviados para o exílio em Madagascar. Durante este período, os soldados franceses tomaram a Santa Sé de Tây Ninh e os outros escritórios religiosos, proibindo temporariamente todas as atividades religiosas.
Como resultado, as Forças Armadas de Cao Đài foram fundadas pelo General Tran Quang Vinh no sul do Vietnã para proteger os crentes de Cao Đài e também para derrubar o governo francês com a ajuda militar japonesa. No entanto, as Forças Armadas japonesas foram derrotadas em 1945 e retiraram-se para o Japão. Os vietnamitas, em geral, e o Exército Cao Đài, em particular, enfrentaram o retorno dos Aliados, então franceses, ao Vietnã.
Em 1946, a situação política mudou. Diante da ameaça de Việt Minh no sul, os franceses decidiram trazer de volta Hộ Pháp Phạm Công Tắc do exílio e pedir sua cooperação na luta contra os comunistas. Phạm Công Tắc concordou, mas nem todos os líderes de Cao Đài seguiram seu exemplo. Um tratado foi assinado entre o general Tran Quang Vinh e os colonos franceses em 9-6-1946. A partir de então, Hộ Pháp Phạm Công Tắc retomou seu posto como líder do ramo Tây Ninh do Cao Đài. Como a maioria dos Cao Đài,
Phạm Cong Tác colaborou com os franceses com o objetivo de assegurar a independência de pelo menos a parte sul do Vietnã.
Em 1954, o Chefe de Estado vietnamita Bảo Đại pediu a Hộ Pháp Phạm Công Tắc para ser um dos assessores dos delegados vietnamitas em Genebra, Suíça. Ele foi a Paris e tentou impedir que o Vietnã fosse dividido. No entanto, sua persuasão falhou, então ele voltou ao Vietnã. Depois disso, ele fez visitas a líderes taiwaneses e sul-coreanos . Em 1955, o general Nguyen Thanh Phuong, instigado não oficialmente por Ngô Đình Nhu , cercou Tây Ninh Santa Sé, exigindo uma purificação interna que na verdade era um ataque aos que se opunham a Ngô Đình Diệmregime de. A situação era tão crítica que Hộ Pháp Phạm Công Tắc teve que fugir do país, buscando asilo político no Camboja. Ele viveu lá até sua morte em 1959.

### Um autor
Ele foi o autor de muitos livros sobre Cao Đài, incluindo:
- Como praticar o Caodaismo sob o pseudônimo de Ai Dan - 1928
- Uma visita ao céu 1927
- O terceiro método de praticar o caodaismo, 1947
- Breviários para atividades seculares
- Discursos
- Poemas

## Um símbolo de esoterismo para Caodaists
Acredita-se que Hộ Pháp Phạm Công Tắc foi ensinado por Deus a praticar esoterismo. Ele mesmo estabeleceu a primeira casa de meditação, O Templo da Intuição, e entrou para a primeira apresentação esotérica. No entanto, não há nenhuma evidência de que ele ensinou outra pessoa a fazer isso. Ele foi o único líder Cao Đài que pregou muito sobre as Práticas Esotéricas e Exotéricas de Cao Đài. Portanto, ele é considerado o Mestre do Esoterismo Cao Đài.

## Conclusão
A vida de Phạm Công Tắc exemplifica a história inicial da religião Cao Đài, desde a sua fundação em 1925 até 1956, quando ele deixou a Santa Sé de Tây Ninh.
Ele é reverenciado como um dos discípulos mais amados do Grande Cao Đài (Deus). Aos 37 anos de idade, ele foi ordenado [por Deus] como o mais alto dignitário de Hiep Thien Dai. Desde então, ele dedicou o resto de sua vida ao serviço de Cao Đài.
De dentro do recinto da Santa Sé às áreas circundantes em toda a província de Tây Ninh, de templos a mansões, de pequenas estradas a grandes rodovias e pontes, de mercados locais a residências urbanas, de escolas a hospitais, lares de idosos a orfanatos. . há um lembrete constante de suas grandes contribuições em nome de Cao Đài.
Embora ele não esteja mais entre nós, seu espírito e energia vivem em cada um dos discípulos de Cao Đài por muitas gerações.
De acordo com o Cardeal Cao Đài Nguyen Huong Hieu e o Renovador Jurídico Cao Đài Truong Huu Duc, “sem ele não há religião Cao Đài, porque Deus veio a Ngo Minh Chieu apenas para tornar conhecido que Ele é o Grande Mestre, chamando-se Cao Đài o Grande Sábio "[sem atribuir funções específicas como Ele mais tarde fez Phạm Công Tắc]. Esta declaração fala de sua grande importância na organização e proliferação dos ensinamentos Cao Đài.
Com este trabalho sobre a fé e contribuição de Cao Đài para a humanidade, o historiador e dignitário de Cao Đài Tran Van Rang resumiu a vida de Phạm Công Tắc (no livro Um Retrato de Pham Cong Tac ) da seguinte forma: “Uma alma inabalável, de grande coragem, grande fortaleza e grande compaixão ".